# Arthème de Clermont
Pour les articles homonymes, voir Artème.
Arthème, aussi connu sous le nom de Saint-Artème (en latin : Artemius), fut le sixième évêque de Clermont au IVe siècle. Par sa fille Arthemia, il est également l'ancêtre de Saint-Rustique de Lyon[réf. nécessaire].
Il est reconnu comme saint par l'Église catholique romaine et l'Église orthodoxe. Il est fêté le 24 janvier.

## Biographie
Artemius était un officier romain originaire de Trèves et membre de la cour de l'empereur Maxime. En 386 il fut envoyé en mission en Espagne par ce dernier. Parvenu en Auvergne, il tomba malade et fut guéri grâce à l'intervention de l'évêque Népotien. Il renonça alors à sa femme et à tous ses biens pour s'unir à l'église chrétienne. Il fut nommé évêque en 390. Il est peut-être mort entre 396 et 404 ou en 396.
Il fut inhumé à Clermont dans l'église Saint-Arthème du quartier Saint-Alyre. Une rue de Clermont-Ferrand porte encore son nom.
Ses reliques furent ensuite transférées à la cathédrale.